# Сунданська Вікіпедія
Сунданська Вікіпедія (сунд. Wikipédia basa Sunda) — розділ Вікіпедії сунданською мовою. Створена у 2003 році. Сунданська Вікіпедія станом на 24 березня 2025 року містить 61 992 статті, 33 353 зареєстрованих користувачів, 76 активних дописувачів, 7 адміністраторів
. Загальна кількість сторінок в сунданській Вікіпедії — 99 213, редагувань — 676 938, завантажених файлів — 421
. Глибина (рівень розвитку мовного розділу) сунданської Вікіпедії дуже мала і становить лише 2.5 пунктів
.

## Історія
- Липень 2004 — створена 100-та стаття[3].
- Серпень 2006 — створена 1 000-на стаття[3].
- Квітень 2007 — створена 10 000-на стаття[3].
- Вересень 2011 — створена 15 000-на стаття[4].